# Datsan Tamtsjinski

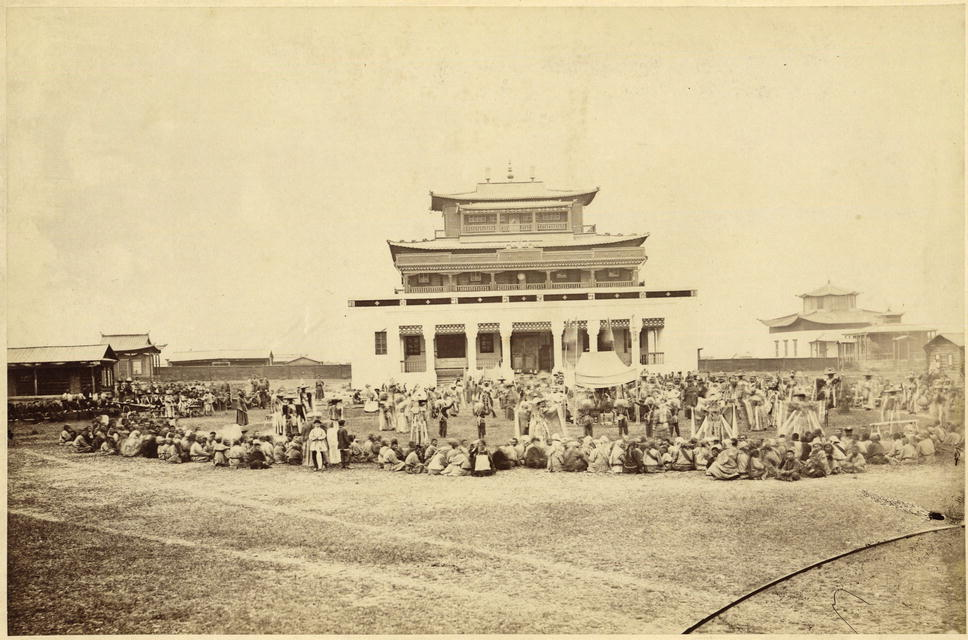
Datsan Tamtsjinski

Datsan Tamtsjinski (Russisch: Тамчинский дацан), ook datsan Goesinoozjorski of datsan Choeloennorski, vroeger datsan Chambinski, is een datsan (boeddhistisch klooster) in de plaats Goesinoje Ozero in de Russische autonome republiek Boerjatië.

## Geschiedenis
De datsan werd gesticht in 1741 met goedkeuren van tsarina Elisabeth als een centrum voor het boeddhisme aan de westelijke oever van het Goesinojemeer op de berg Tsokto Chongor als een van de eerste boeddhistische kloosters van Rusland, nadat het Tibetaans boeddhisme in de 17e eeuw zijn intrede had gedaan in de Transbaikal. Het klooster werd gebouwd onder leiding van pandido chambo-lama (opperlama van de Boerjaten) Damba-Darzjaa Zajajev. Als gevolg van opwellend water moest de datsan tweemaal worden verplaatst naar een hoger gelegen plek. De beschermheilige van de datsan werd de geest van vuurgodin Baldan Lhamo die volgens de lamaïstische traditie leeft in de heilige berg Boerin-chan van het Selengagebergte. 
In 1750 werd een houten tempel gebouwd. De datsan won in die tijd aan invloed onder de boeddhisten ten zuiden van het Baikalmeer. In 1809 werd de datsan uitverkoren tot Chambyn Choeree; de woonplaats van de chambo-lama. Gedurende 130 jaar was ze vervolgens het centrum van het Russische boeddhisme. Begin jaren 30 van de 19e eeuw bevonden zich 17 sume (tempels) bij de datsan. In 1858 werd de nieuwe hoofdtempel Tsoktsjen gebouwd en in 1870 verrees de grote stenen tempel Soksjin-doegan met drie verdiepingen, als eerste model van de nieuwe boeddhistische architectuur die toen in Rusland opkwam. In 1861 werd er een godsdienstschool opgericht bij de datsan. 
Begin 20e eeuw bereikte de datsan haar bloeiperiode en verrezen er veel woongebouwen omheen. In 1903 stonden er ongeveer 300 huizen, 22 dugans (tempels) en woonden er ongeveer 1000 lama's. Het vormde lange tijd een centrum voor de studie van religie, boeddhistische filosofie en een uitgeverij voor Tibetaans-Mongoolse xylografie, iconografie, houtwerkkunst, beeldhouwwerk van boeddhistische goden en het maken van medicijnen. De trots van de datsan waren een tekenschool en een meubelmakerij. Ook was het de enige plek in Rusland waar de tsaar een school voor huvaraks (hovaraks/chuvrags; monnikstudenten) toestond en waar de boeddhistische dans Tsam werd uitgevoerd.
Van de negen pandido chambo-lama's die de datsan over de jaren kende, was Gombyn Dampil (Dampil Gombojev), die van 1878 tot 1896 er de leiding had.
In de jaren 30 woedde een ware communistische strijd tegen alles wat met geloof te maken had en ook de datsan ontkwam niet aan het geweld. Op 13 januari 1938 werd de datsan gesloten door de communistische leiding van de Boerjatische ASSR. In 1957 kreeg het de status van nationaal-historisch monument. Desondanks werd de datsan grotendeels leeggeplunderd en verwoest. Van de tempels overleefden er slechts 2. In 1990 werd de datsan heropend en in 1991 kwam de 14e dalai lama Tenzin Gyatso naar de datsan om het 250-jarig bestaan ervan te vieren. Hierna werd de datsan weer opgeknapt en het klooster maakt sindsdien een nieuwe bloei door.
De verloren gewaande heilige hertensteen Altaj Serge ("gouden paardetuig") van naar schatting 3300 jaar oud (gedateerd door archeologen) werd ook teruggevonden in de jaren 90. Deze is geplaatst voor een van de tempels.